# Awtomagistrala Trakija
Die Awtomagistrala „Trakija“ bzw. Awtomagistrala A1 (bulgarisch Автомагистрала А1 „Тракия“, zu dt. Autobahn A1 Thrakien) ist eine Autobahn in Südbulgarien. Sie verbindet die bulgarische Hauptstadt Sofia mit der Schwarzmeerstadt Burgas. Die Verlängerung quer durch die Sofiaebene über die Sofioter Ringstraße zur  serbisch-bulgarischen Grenze bei Kalotina wurde als Awtomagistrala Europa verwirklicht. Über die Sofioter Ringstraße erfolgt die Verbindung zur Awtomagistrala Struma. Eine geplante Verbindung südwestwärts zur nordmazedonischen Autobahn M2 und von dort zu den albanischen Städten Durrës und Vlora als Teil des Paneuropäischen Verkehrskorridors Nr. VIII wird seit Jahren von nordmazedonischer Seite blockiert.
Die Autobahn trägt den Namen der historischen Landschaft Thrakien (Südostbulgarien), die sie ebenfalls durchquert, und folgt ungefähr der Route der antiken Via Militaris.

## Straßenverlauf

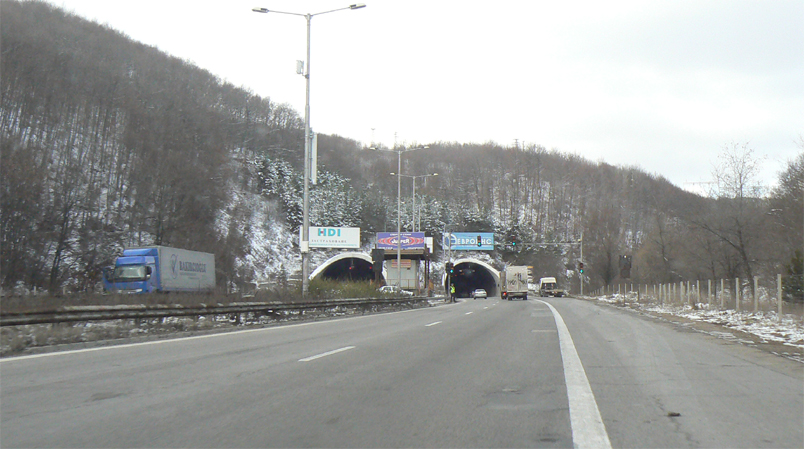
Einfahrt des Tunnels Trayanowi Wrata

Die Autobahn beginnt beim Autobahnkreuz Wranja (bulg. Враня) an der Sofioter Ringstraße und verläuft südostwärts Richtung Nowi Chan, Wakarel und Ichtiman. Am Kilometer 55 befindet sich der 900 m lange Tunnel Trayanowi Wrata (bulg. тунел „Траянови врата“, benannt nach der gleichnamigen Festung in der Nähe) mit je einer Fahrröhre für beide Richtungen, der durch die Ichtiman-Erhebungen verläuft. Hier befindet sich auch die Grenzen zwischen den Bezirken Sofia und Pasardschik. Nach dem Tunnel biegt die Autobahn nach Osten und verläuft in der Nähe von Kaluregowa, Pasardschik und Plowdiw. Bei Plowdiw bestehen drei Autobahnausfahrten. Bei Plodowitowo zweigt die Autobahn Mariza in südöstlicher Richtung ab, die Autobahn Thrakien führt am Dorf vorbei Richtung Nordosten und verläuft westlich von Tschirpan. Beim Kilometer 177 befindet sich die Ausfahrt nach Stara Sagora, dann verläuft die Autobahn weiter etwa 5 km südlich von Nowa Sagora, sowie weiter nördlich von Jambol. Ab Jambol nun in östlicher Richtung führt sie an Karnobat vorbei und mündet 7 km von Burgas entfernt in die Europastraße 773.

## Baugeschichte
Der Bau der Autobahn begann 1974 und endete 2013 – nach 39 Jahren Bauzeit. Der erste Teilabschnitt zwischen Sofia und Plowdiw wurde 1985 fertiggestellt, 1995 wuchs sie bis Orizovo, 2006 wurde der Abschnitt zwischen Burgas und Karnobat in Betrieb genommen, Anfang 2007 dann von Orizovo bis nach Tschirpan, Ende 2007 eine Verlängerung bis nach Stara Sagora. Der Bau der restlichen Strecke erfolgte nach dem EU-Beitritt Bulgariens in den Jahren 2010 bis 2013 mit finanziellen Unterstützung durch EU-Fördermittel.